# Ortwin Adams
Ortwin Adams (* 19. Juni 1958 in Oberhausen; † 10. Juli 2023) war ein deutscher Virologe und Hochschullehrer.

## Leben
Er studierte von 1979 bis 1985 Medizin an der Universität Bonn. Danach wurde er Assistenzarzt am Institut für Medizinische Mikrobiologie und Virologie an der Universität Düsseldorf. Nach der Promotion 1986 an der Universität Bonn erwarb er 1996 die Facharztqualifikation für Mikrobiologie und Infektionsepidemiologie. 2004 wurde er zum Oberarzt und stellvertretenden Direktor bestellt. 2002 habilitierte er sich im Fach Medizinische Mikrobiologie und Virologie.

## Schriften (Auswahl)
- Hämodynamische Effekte einer systemischen Hemmung der Na-K-ATPase mit Ouabain vor und während oraler Kaliumgabe beim Menschen: Auswirkungen auf Baroreceptorreflex und zentrale Hämodynamik. 1986, OCLC 722074444 (zugleich Dissertation, Bonn 1986).
- Funktion und zellulärer Transport des HIV-1-Glykoproteins. 2001.